# Baharilana koloura
Baharilana koloura là một loài chân đều trong họ Cirolanidae. Loài này được Kensley & Schotte miêu tả khoa học năm 2005.